# Theatre of Hate
Theatre of Hate  est un groupe britannique de post-punk formé à Londres en 1980. Mené par l'auteur-compositeur-interprète Kirk Brandon (ancien membre de The Pack), le groupe d'origine est également composé du guitariste Steve Guthrie, du bassiste Stan Stammers (ancien de The Straps et The Epileptics), du saxophoniste John « Boy » Lennard  et du batteur Luke Rendle (ex-Crisis et The Straps).

## Historique

### The Pack
The Pack est un groupe de punk rock britannique formé en 1978, comprenant Kirk Brandon au chant et à la guitare, Simon Werner (décédé le 26 novembre 2010) à la guitare, son frère Jonathan Werner à la basse et Rab Fae Beith (plus tard dans UK Subs) à la batterie. Beith est finalement remplacé par Jim Walker. Le groupe sort deux singles en 1979, Heathen et King of Kings, et l'EP Kirk Brandon & The Pack of Lies en 1980, avant de se séparer. D'autres réalisation sortent après la disparition du groupe : l'EP Long Live the Past (1982), l'album live The Pack (1982), enregistré en 1979 et sorti uniquement en cassette sur le label Walker's Donut Records, et la compilation Dead Ronin (2001).

### Theatre of Hate
En 1980, Brandon est rejoint par Rendle, Guthrie, Lennard et Stammers pour former Theatre of Hate, tandis que les frères Werner s'en vont chez The Straps, l'ancien groupe de Stammers et Rendle. Inspiré du livre Le Théâtre et son double d'Antonin Artaud, le nouveau groupe tire son nom du concept de théâtre de la cruauté : « Artaud appelait à l'implication émotionnelle du public. Le chanteur Brandon a emprunté le terme de "comédien" car il essayait de faire de même ».
Original Sin, le premier single de Theatre of Hate, sort en novembre 1980 en double face A avec Legion, atteignant la 5e place dans le UK Indie Chart. Il est suivi par les singles Rebel Without a Brain en avril 1981 et Nero en juillet de la même année. L'attention est d'abord portée sur les prestations scéniques du groupe, son premier album en 1981 étant l'album He Who Dares Wins (Live at the Warehouse Leeds), sorti en vinyle par Burning Rome Records. Guthrie quitte le groupe peu de temps après sa sortie. Un autre enregistrement public lui fait suite, Live at the Lyceum, publié sur cassette, également en 1981.
En août 1981, Mick Jones des Clash produit Westworld, le premier (et unique) album studio de Theatre of Hate publié avant la dissolution du groupe l'année suivante. Le guitariste Billy Duffy (ancien de The Nosebleeds) rejoint le groupe peu de temps après l'enregistrement de l'album, et le batteur Rendle est remplacé par Nigel Preston. Annoncé par le single classé dans le Top 40 Do You Believe in the West World (qui permet au nouveau line-up d'apparaître dans Top of the Pops), Westworld sort en février 1982 chez Burning Rome Records, culminant à la 17e place le mois suivant au cours de ses sept semaines de présence dans le UK Albums Chart. Enregistré en septembre 1981 à Berlin, l'album live He Who Dares Wins sort également en février dans le but de restreindre la vente d'enregistrements pirates des concerts du Theatre of Hate.
Le single suivant, The Hop, sort en mai 1982 et culmine à la 70e place. Des deux autres singles dont la sortie est prévue, seul Eastworld paraît en août. En 1984, et à la suite de la séparation de Theatre of Hate deux ans auparavant, Burning Rome Records sort Revolution, une compilation qui reste trois semaines dans le UK Albums Chart, culminant en 67e position. Cet album posthume comprend également Americanos, le dernier single inédit de Theatre of Hate.
Contrairement à ce qui est parfois écrit, Theatre of Hate n'a jamais joué au Batcave, le club de Londres qui accueille le gratin de la musique post-punk — dont Kirk Brandon — et où se produisent des groupes comme les Specimen, Alien Sex Fiend, Sex Gang Children, Play Dead ou Christian Death.

### Autres projets
Brandon fonde ensuite Spear of Destiny avec le bassiste Stammers. Il est également un membre fondateur en 2001 du supergroupe punk Dead Men Walking avec Mike Peters de The Alarm, Glen Matlock (ex-Sex Pistols) et Pete Wylie (Wah!). Stammers forme Plastic Eaters en 1996.
John "Boy" Lennard fait partie de Top Risk Action Company (T.R.A.C.), le groupe éphémère de Mick Jones, avec Topper Headon des Clash, entre 1983 et 1984.
Nigel Preston joue avec Sex Gang Children avant de rejoindre Billy Duffy au sein de The Cult sur leur album Dreamtime en 1984. Preston joue ensuite avec les Baby Snakes et The Gun Club. Il meurt en 1992.

### Reformations
Theatre of Hate se reforme  en 1991 pour la tournée Return to 8, qui comprend trois des membres originaux du groupe Brandon, Stammers et Lennard, avec l'ajout de trois membres de Spear of Destiny, le guitariste Mark Thwaite (également dans The Mission), le batteur Pete Barnacle et le clavier Volker Janssen. Un enregistrement live au London Astoria avec cette formation est ensuite inclus dans la compilation Act 4.
Le deuxième album studio inédit de Theatre of Hate, enregistré en 1982, sort sous le titre de Ten Years After en 1993.
En 1994, un groupe composé de Brandon, Stammers, le guitariste John McNutt et le batteur Art Smith, se rend au studio Mix-O-Lydian à Boonton, New Jersey, avec le producteur Brad Morrison pour enregistrer un nouvel album sous la bannière Theatre of Hate. Intitulé Stone in the Rain, il est publié par Anagram Records en 1995, crédité au groupe Kirk Brandon's 10:51 ; il sort cependant aux États-Unis un an plus tard en tant qu'album de Theatre of Hate, rebaptisé Retribution.
Une tournée en 1996 avec un groupe Brandon, McNutt, Smith et le nouveau bassiste Knut Knutson donne lieu à l'album live Retribution Over the Westworld, publié cette année-là par Receiver Records. Un autre album de 1982 enregistré avec Mick Jones, Aria of the Devil, sort en 1998 chez Snapper Music, tandis que Live at the Lyceum est réédité sous le nom de Love Is a Ghost en 2000.
En 2007, pour coïncider avec le 25e anniversaire de Westworld, Theatre of Hate se reforme à nouveau pour une tournée d'une semaine culminant à Londres à la Carling Academy Islington le 29 avril. De la formation originale, seul Stammers n'était pas disponible. Il est remplacé pour l'occasion par Craig Adams (ancien bassiste de nombreux groupes dont les Sisters of Mercy, The Mission, The Cult, The Alarm et Spear of Destiny).
En mai 2012, Theatre of Hate, avec un line-up composé de Brandon, Stammers et Lennard, augmenté d'Adrian Portas (New Model Army, Sex Gang Children, Spear of Destiny) à la guitare et Mike Kelly à la batterie, réunis encore pour trois concerts du 30e anniversaire de  Westworld, organisés à Bristol, Londres et Crewe. Les concerts de 2013 à Birmingham et Bristol avec cette même formation sont auto-édités dans coffret CD et DVD nommé Live 2013.
Après le remplacement de Kelly par Danny Ferrani, Theatre of Hate enregistre Slave, un nouvel EP de quatre chansons auto-produit en 2014. Le groupe publie un single gratuit, Day of the Dog, en 2015.
En 2016, il sort l'album Kinshi, auto-produit via PledgeMusic. Il est suivi par Black Irony l'année suivante et Utsukushi-sa (A Thing Of Beauty) en 2020.

## Style
Theatre of Hate est un groupe post-punk proche du mouvement gothique. L'utilisation omniprésente du saxophone rend leur musique unique en comparaison des autres formations du même style. Les roulements de la batterie et certains sons de guitare rappellent cependant ceux de Southern Death Cult ou Ausgang. Ils conservent l'énergie et le dépouillement du punk rock. Ils sont d'ailleurs l'un des rares groupes du genre à être politisés, avec des idées ancrées à gauche, tout comme leur producteur Mick Jones.

## Membres originaux
- Kirk Brandon (né le 3 août 1956 à Londres) : chant, guitare
- Stan Stammers (né le 19 mai 1961 à Saffron Walden) : basse
- John "Boy" Lennard (né au Canada) : saxophone
- Steve Guthrie : guitare
- Luke Rendle : batterie

## Discographie

### Albums studio
- 1982 : Westworld (Burning Rome Records) (UK No. 17)
- 1993 : Ten Years After (Mau Mau Records)
- 1996 : Retribution (Dojo Records)
- 1998 : Aria of the Devil (Snapper Music)
- 2016 : Kinshi (auto-produit)
- 2017 : Black Irony (auto-produit)
- 2021 : Utsukushi-sa (A Thing Of Beauty) (Eastersnow Recording Company)